# 19. juni
19. juni er dag 170 i året i den gregorianske kalender (dag 171 i skudår). Der er 195 dage tilbage af året.
Gervasius dag. Blev sammen med sin bror Protasius henrettet som martyr, af den romerske feltherre Astasius omkring år 100 i Milano.

### Begivenheder
Født - Dødsfald
- 240 f.Kr. - Eratosthenes, græsk astronom og matematiker, leder af biblioteket i Alexandria, beregner jordens omkreds ved måling af solens højde i henholdsvis Alexandria og Aswan på samme tidspunkt.
- 325 - Det månedlange kirkemøde i Nikæa afsluttes, det første af sin art i kirkens historie. Her formuleres den kristne trosbekendelse, lige som regler for påskens placering fastlægges.
- 1582 - Frederik 2.'s ægteskabsforordning fastsætter blandt andet, at kirkelig vielse er den eneste lovlige ægteskabsstiftende handling.
- 1810 - Jean Baptiste Bernadotte udpeges til svensk arveprins. Han bliver konge i 1818.
- 1823 - Sveriges kronprins Oscar vies til Josefina af Leuchtenberg.
- 1825 - Rossinis opera, Il viaggio a Reims, får premiere på Théâtre Italien i Paris.
- 1846 -  Den første officielle professionelle  baseballkamp i USA spilles i Hoboken i New Jersey. "New York Nine" vinder 23-1 over Knickerbockers i fire innings.
- 1850 - Sveriges kronprins Karl vies til Louise af Nederlandene.
- 1862 - USA's kongres forbyder slaveri overalt i USA.
- 1864 - Juneteenth, mindedagen for frigivelsen af de sidste negerslaver i Texas, blev i 2021 erklæret for helligdag i hele USA af præsident Joe Biden.
- 1917 - Den britiske kongefamilie giver afkald på sine tyske navne og titler og tager navnet Windsor. Samtidig siger det britiske underhus ja til kvindelig valgret.
- 1918 - Elna Munch holder som det første kvindelige folketingsmedlem sin jomfrutale i Folketinget, efter sammen med tre andre kvinder at være blevet valgt ved valget 22. april samme år.
- 1919 - Den tilfangetagne tyske flåde destrueres ved Scapa Flow, Shetland.
- 1953 - Ægteparret Julius og Ethel Rosenberg henrettes i den elektriske stol i Sing Sing-fængslet i USA for spionage til fordel for Sovjetunionen. De var i 1951 blevet dødsdømt for landsforræderi for at have udleveret hemmelige forskningsresultater fra udviklingen af brintbomben til Sovjetunionen.
- 1957 - Danmarks fodboldlandshold deltager i det Finske Fodboldsforbunds jubilæumsturnering og vinder sin sejr nr. 100 ved at slå Norge med 2-0 i Helsinki.
- 1961 - England opgiver kontrollen med Kuwait.
- 1963 - Den sovjetiske kosmonaut Valentina Teresjkova lander velbeholden på Jorden efter på tre døgn at have gennemført 48 jordomflyvninger. Hun er historiens første kvinde i rummet.
- 1964 - Mælkeflaskerne afløses af papkartoner i København.
- 1964 - Det første telefonkabel mellem Japan og USA tages i brug.
- 1975 - FN's generalsekretær Kurt Waldheim åbner i Mexico City den første konference om kvinders stilling.
- 1976 - Sveriges kong Carl 16. Gustav af Sverige vies i Storkyrkan i Stockholm til Silvia Renate Sommerlath fra Heidelberg.
- 1984 - Under EM i fodbold i Frankrig vinder Danmarks fodboldlandshold 3-2 over Belgien og kvalificerer sig dermed til semifinalen mod Spanien.
- 1985 - Lufthavnen i Frankfurt bombes af terrorister.
- 1986 - Mindst 300 fanger bliver dræbt ved et fangeoprør i tre fængsler i Peru - de fleste fanger er fra [[guerilla[[bevægelsen "Den lysende Sti".
- 1987 - 17 bliver dræbt, da den baskiske separatistbevægelse ETA sprænger en bombe i et varehus i Barcelona, Spanien.
- 1987 - Grit Kaur Randhawa fra Middlesex i England består omsider køreprøven til bil. Hun har haft mere end 330 køretimer og været til køreprøve 48 gange.
- 1991 - Den sidste sovjetiske soldat forlader Ungarn efter mere end 45 år med sovjetisk udstationering i landet. På samme tid forlader de sidste sovjetiske tropper også Tjekkoslovakiet.
- 1997 - Tidligere leder af Cambodia, Pol Pot, tages til fange af en udbrydergruppe fra De Røde Khmerer.
- 1998 - FC København køber Parken for 138 millioner kroner.
- 2002 - FN's kommissær for menneskerettigheder, juraprofessor og tidligere irsk minister Mary Robinson modtager Sonningprisen.
- 2002 - Bikubenfonden donerer 85 millioner kroner til projekter til fejring af H.C. Andersens 200 års fødselsdag i 2005. Den største europæiske donation nogensinde til en enkelt kulturbegivenhed.
- 2005 - Tom Kristensen sætter rekord med sin syvende sejr i 24-timers racerløbet i Le Mans, heraf de seks seneste på stribe.
- 2010 - Sveriges kronprinsesse Victoria vies til Daniel Westling.

### Født
- 1566 - Jakob 6. af Skotland og 1. af England, skotsk og engelsk konge (død 1625).
- 1623 - Blaise Pascal, fransk matematiker og fysiker (død 1662).
- 1779 - Frederik Trampe, dansk adelsmand og politiker (død 1832).
- 1854 - Alfredo Catalani, italiensk operakomponist (død 1893).
- 1861 - Douglas Haig, engelsk feltmarskal (død 1928).
- 1874 - Peder Oluf Pedersen, dansk ingeniør og opfinder (død 1941).
- 1877 - Charles Coburn, amerikansk skuespiller (død 1961).
- 1907 - Stig Lommer, dansk skuespiller, tekstforfatter og teaterdirektør (død 1976).
- 1921 - Louis Jourdan, fransk filmskuespiller (død 2015).
- 1922 - Aage Bohr, dansk fysiker og modtager af Nobelprisen i fysik (død 2009).
- 1926 - Anneliese Rothenberger, tysk operasanger (død 2010).
- 1926 - Frank Jæger, dansk digter og forfatter (død 1977).
- 1930 - Gena Rowlands, amerikansk skuespillerinde (død 2024).
- 1936 - Marisa Galvany, amerikansk operasanger.
- 1941 - Magnus Härenstam, svensk skuespiller og tv-vært (død 2015).
- 1941 - Václav Klaus, tjekkisk politiker og præsident.
- 1943 - Peter Belli, dansk sanger (død 2023).
- 1943   - Nils Vest, dansk filminstruktør.
- 1944 - Kaare Weismann, dansk professor i dermatologi og forfatter.
- 1945 - Daw Aung San Suu Kyi, burmesisk politiker og modtager af Nobels fredspris.
- 1945   - Radovan Karadžić, serbisk politiker og krigsforbryder.
- 1947 - Salman Rushdie, indiskfødt britisk forfatter.
- 1948 - Jens Hage, dansk tegner.
- 1951 - Morten Zeuthen, dansk cellist.
- 1951   - Francesco Moser, italiensk cykelrytter.
- 1952 - Poul Nesgaard, dansk rektor for Filmskolen.
- 1953 - Larry Dunn, amerikansk musiker.
- 1954 - Kathleen Turner, amerikansk skuespillerinde.
- 1956 - Doug Stone, amerikansk sanger.
- 1957 - Claus Carstensen, dansk billedkunstner og professor.
- 1957   - Anna Lindh, svensk politiker (død 2003) (knivdræbt).
- 1958 - Michael Strunge, dansk digter (død 1986).
- 1958 - Siri Bjerke, norsk politiker (død 2012).
- 1960 - Luke Morley, britisk guitarist.
- 1962 - Paula Abdul, amerikansk sangerinde, danser og koreograf.
- 1965 - Sadie Frost, engelsk skuespiller og modedesigner.
- 1967 - Bjørn Dæhlie, norsk skiløber.
- 1969 - Trine Pallesen, dansk skuespillerinde.
- 1991 - Janine Weber, østrigsk ishockeyspiller.

### Dødsfald
- 1903 - Agnes Nyrop, dansk skuespillerinde (født 1841).
- 1937 - J. M. Barrie, skotsk forfatter (født 1860).
- 1953 - Julius og Ethel Rosenberg, amerikanske spioner (født 1918 og 1915) - henrettet.
- 1980 - Karl Bjarnhof, dansk forfatter (født 1898).
- 1980   - Henrik Hansen Laub, dansk tegner (født 1902).
- 1993 - William Golding, engelsk forfatter (født 1911).
- 1996 - Jef Blume, dansk lærer (født 1912).
- 1999 - Ronny Lerche, dansk cykelrytter (født 1968).
- 2001 - Brigitte Kolerus, østrigsk-dansk skuespiller (født 1941).
- 2002 - Flemming af Danmark, dansk greve (født 1922).
- 2006 - Helle Gotved, dansk gymnastikpædagog og forfatter (født 1912).
- 2013 - James Gandolfini, amerikansk skuespiller (født 1961).
- 2013 - Anton Jeltjin, amerikansk skuespiller (født 1989).
- 2018 - Prinsesse Elisabeth, dansk prinsesse (født 1935).

|  | Denne datoartikel kan blive bedre, hvis der indsættes et (bedre) billede Du kan hjælpe ved at afsøge Wikimedia Commons for et passende billede eller uploade et godt billede til Wikimedia Commons iht. de tilladte licenser og indsætte det i artiklen. |